# Daniel Fritz (Politiker)
Johann Daniel Fritz (* 20. September 1777 in Friedberg; † 7. April 1845 in Darmstadt) war Handelsmann, Bürgermeister und Landtagsabgeordneter.
Daniel Fritz war der Sohn des Handelsmanns Johannes Fritz und dessen Frau Anna Magdalena geborene Bauch. Daniel Fritz, der evangelischer Konfession war heiratete Maria Katharina geborene Gerth.
Daniel Fritz arbeitete als Handelsmann. Zunächst hatte er sich in Frankfurt am Main niedergelassen, war aber 1800 nach Friedberg zurückgekehrt. Er wurde 1822 Beigeordneter und war 1825 bis 1845 Bürgermeister von Friedberg.
Er vertrat in den Jahren 1826 bis 1830 und 1834 bis 1845 den Wahlbezirk der Stadt Friedberg in der Zweiten Kammer der Landstände des Großherzogtums Hessen. Dort vertrat er liberal-konservative Positionen. Nach seinem Tod wurde Philipp Preusser in einer Nachwahl 1845 in die Kammer gewählt.